# Румија (брод)
Румија је била парна јахта која је припадала црногорској морнарици од 1905. до 1915. године. Имала је два јарбола. Била је дугачка 47,78 метара и широка 6,10 метара.
Румију су у Енглеској купили Турци Османлије и носила је име Заза. Јануара 1905. турски султан Абдул Хамид II поклонио је јахту књазу Николи I. Јахта, која је пловила под турским морнарима, стигла је у Пристан 1. јануара 1905. да би је два дана касније, 3. јануара, преузела црногорска посада. Два дана касније, натоварена са 15 тона угља, књажева нова јахта испловила је за Бококоторски залив и усидрила се у Мељинама. Током првих неколико месеци, Заза је коришћена за превоз краљевске породице из Залива у Албанију.
Књаз Никола је 23. марта 1905. године, док је био на броду Заза, одржао свечаност којом је формално почела изградња Луке Бар.
Црногорски престолонаследник Данило, крстарећи Бојаном 28. јула 1908. године, одлучио је да преименује Зазу у Румију. Назив Румија је можда дјелимично одабран због тога што се планински ланац Румије налази у близини ријеке Бојане.
Током Првог светског рата, брод је коришћен за транспорт војних снага и оружја. Другог марта 1915. код Пристана, два од пет аустроугарских торпедних чамаца откинули су сидрени ланац брода и повукли брод до лукобрана. Ово је заузврат праћено низом торпеда усмерених ка броду. Извештава се да је брод потонуо у 3:45 тог јутра.
Јахта је представљена на поштанској марки у Црној Гори 2022. године. Међутим, марка је повучена након што је утврђено да је приказан брод фашистичког лидера Бенита Мусолинија.